# サン・ジョゼ・ドス・カンポス
サン・ジョゼ・ドス・カンポス（São José dos Campos, [sɐ̃w̃ ʒuˈzɛ dus ˈkɐ̃pus]）は、ブラジルのサンパウロ州の都市である。世界的に知られる航空機製造メーカーのエンブラエル社を始め、様々な企業が工場や拠点を置き、また、ブラジル国立宇宙研究所を始めとする様々な研究機関が立地する、ラテンアメリカの中で最も重要な工業と研究の中心地のひとつである。

## 歴史

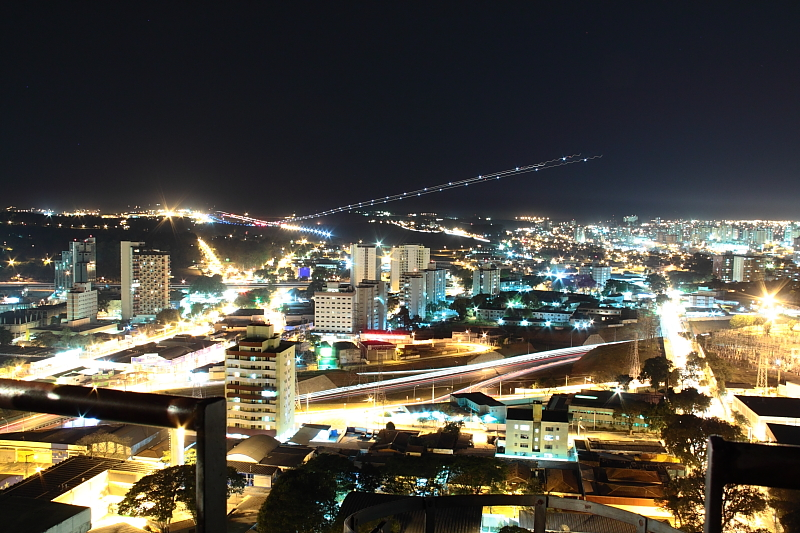
サン・ジョゼの夜景

1590にイエズス会に植民が承認され、コンプリド川の河畔に牧場が設置されたことに始まる。この牧場は、バンデイランテスなどによる原住民狩りと奴隷化に抵抗するイエズス会伝道所を隠すための偽装であった。1611年10月10日、植民地政庁は原住民を奴隷として扱うことをからの解放を公認したが、ウコンをめぐる農民と宣教師との紛争により、イエズス会は1640年にこの地から追放された。
それにも拘わらず、イエズス会は最初の牧場から15km北東の現在の市の中心部にあたる場所に、再び植民を開始したが、1759年のブラジルからのイエズス会追放後、ポルトガル国王の管理下に置かれた。知事のルイス・モウロンはこれらの資産を生産単位に組み込み、徴税の増加を優先した。その結果、モウロンは副王領の行政教区への昇格による自治権の拡大に成功し、会計上の地位をヴィラに格上げした。
19世紀に入るとイギリス向けの綿花生産とコーヒーの生産が盛んになった。綿花の生産がピークを迎えた1864年に市に昇格した。1871年には1767年からの名称であったヴィラ・デ・サン・ジョゼ・ド・パライバ（Vila de São José do Paraíba）から、現在のサンジョゼドスカンポスに改称した。1877年には鉄道が開通し、1886年にはコーヒー生産がピークを迎えた。その時より農業は衰退を続けたものの、1930年代まで堅調であった。
1950年の航空技術大学（Instituto Tecnológico de Aeronáutica）の開学、1951年の高速道路の開通により、サンジョゼドスカンポスは工業と研究の中心地へと変貌し始めた。特に、1961年に開設されたブラジル国立宇宙研究所や1969年に創立されたエンブラエルが本拠地をこの地に置き、ブラジルの航空宇宙産業の中心地となった。

## 経済

### 第二次産業

#### 工業
航空宇宙産業
- エンブラエル社

## 地理

### 位置
大サンパウロ都市圏の80km北東に位置し、サン・ジョゼ・ドス・カンポス都市圏を形成している。都市圏人口は約90万人。

### 地形
都市部は平原から丘陵地帯、市の北部は標高660mから975mの高原地帯であり、マンティケイラ山脈と呼ばれる。山脈の最高峰は標高2,420mのピコ・ドス・マリンス山（Pico dos Marins）である。一方で南部は海岸平野から標高4-500mの内陸部の平野とセラ・ド・マールの尾根の境界となっている。

### 気候
気候は湿潤で亜熱帯気候である。ケッペンの気候区分では温帯夏雨気候（Cwa）であり、夏は蒸し暑く、冬季は乾燥している。降水量は11月から3月にかけてが多く、この時期に年間降水量の72%が降る。年間の平均相対湿度は76%である。
| サン・ジョゼ・ドス・カンポスの気候                              | サン・ジョゼ・ドス・カンポスの気候 | サン・ジョゼ・ドス・カンポスの気候 | サン・ジョゼ・ドス・カンポスの気候 | サン・ジョゼ・ドス・カンポスの気候 | サン・ジョゼ・ドス・カンポスの気候 | サン・ジョゼ・ドス・カンポスの気候 | サン・ジョゼ・ドス・カンポスの気候 | サン・ジョゼ・ドス・カンポスの気候 | サン・ジョゼ・ドス・カンポスの気候 | サン・ジョゼ・ドス・カンポスの気候 | サン・ジョゼ・ドス・カンポスの気候 | サン・ジョゼ・ドス・カンポスの気候 | サン・ジョゼ・ドス・カンポスの気候 |
| 月                                                              | 1月                                | 2月                                | 3月                                | 4月                                | 5月                                | 6月                                | 7月                                | 8月                                | 9月                                | 10月                               | 11月                               | 12月                               | 年                                 |
| --------------------------------------------------------------- | ---------------------------------- | ---------------------------------- | ---------------------------------- | ---------------------------------- | ---------------------------------- | ---------------------------------- | ---------------------------------- | ---------------------------------- | ---------------------------------- | ---------------------------------- | ---------------------------------- | ---------------------------------- | ---------------------------------- |
| 平均最高気温 °C （°F）                                          | 29.8 (85.6)                        | 29.9 (85.8)                        | 29.5 (85.1)                        | 27.6 (81.7)                        | 25.5 (77.9)                        | 24.3 (75.7)                        | 24.5 (76.1)                        | 26.5 (79.7)                        | 27.4 (81.3)                        | 28.1 (82.6)                        | 28.9 (84)                          | 29.0 (84.2)                        | 27.6 (81.7)                        |
| 平均最低気温 °C （°F）                                          | 18.5 (65.3)                        | 18.8 (65.8)                        | 17.7 (63.9)                        | 15.2 (59.4)                        | 12.5 (54.5)                        | 11.0 (51.8)                        | 10.4 (50.7)                        | 11.7 (53.1)                        | 13.7 (56.7)                        | 15.4 (59.7)                        | 16.4 (61.5)                        | 17.8 (64)                          | 14.9 (58.8)                        |
| 降水量 mm （inch）                                              | 216.3 (8.516)                      | 191.2 (7.528)                      | 165.3 (6.508)                      | 80.5 (3.169)                       | 58.8 (2.315)                       | 42.3 (1.665)                       | 32.4 (1.276)                       | 35.1 (1.382)                       | 71.5 (2.815)                       | 113.3 (4.461)                      | 124.0 (4.882)                      | 174.2 (6.858)                      | 1,304.9 (51.374)                   |
| 出典：UNICAMP - Centro de Pesquisas Meteorológicas e Climáticas |                                    |                                    |                                    |                                    |                                    |                                    |                                    |                                    |                                    |                                    |                                    |                                    |                                    |

## 対外関係

### 姉妹都市・提携都市
- 門真市（日本国 近畿地方 大阪府）
  - 1973年（昭和48年）- 姉妹都市提携締結[5]。

## 教育・研究機関

### 大学
- 航空技術大学（英語版）（ITA）
- 航空管制大学校（Instituto de Controle do Espaço Aéreo）
- パウリスタ州立大学（英語版）（UNESP）

### 研究所
- サンパウロ連邦大学科学技術研究所（ICT-UNIFESP）

## 文化・名物

### 日系人社会
サン・ジョゼ・ドス・カンポス市内には1922年に入植を開始した日系コロニアが存在する。2008年には日本人ブラジル移住100周年を記念して、市内の公園に鳥居が建てられた。

### スポーツ

#### サッカー
- サン・ジョゼEC - サッカークラブ

## 出身関連著名人
- ワシントン・ルイス・マスカレニャス・シルバ - サッカー選手
- アリーニ・ナカシマ - ファッションモデル
- カルロス・エンリケ・ジョゼ・フランシスコ・ヴェナンシオ・カジミーロ - サッカー選手
- フルビオ・ミヤタ - 柔道家
- リカルド・グラール・ペレイラ - サッカー選手
- ホネイ・グレイソン・ホドリゲス・ドス・ヘイス - サッカー選手
- ジャイウソン・マルセリーノ・ドス・サントス - サッカー選手
- ユーリ・アウベルト・モンテイロ・ダ・シウヴァ - サッカー選手